# Чемпионат России по боксу среди женщин 2018
Чемпионат России по боксу среди женщин 2018 года проходил в Улан-Удэ с 18 по 25 марта. В соревновании приняли участие 153 спортсменки, разыгравшие награды в 10 весовых категориях.

## Медалисты
| Весовая категория | Золото                                                      | Серебро                                 | Бронза |
| ----------------- | ----------------------------------------------------------- | --------------------------------------- | --- |
| до 48 кг          | Екатерина Пальцева Московская область / Мордовия            | Екатерина Пинигина Мордовия             | Озода Темирова Ханты-Мансийский автономный округ — Югра Юлия Чумгалакова Московская область                     |
| до 51 кг          | Светлана Солуянова Москва / Ульяновская область             | Александра Кулешова Челябинская область | Лилия Аетбаева Кемеровская область Гелюса Галиева Московская область                                            |
| до 54 кг          | Виктория Кулешова Московская область                        | Саяна Сагатаева Хакасия                 | Карина Тазабекова Санкт-Петербург Ольга Гурова Москва                                                           |
| до 57 кг          | Дарья Абрамова Тульская область / Рязанская область         | Людмила Воронцова Бурятия               | Наталья Самохина Новосибирская область Мария Сартакова Челябинская область                                      |
| до 60 кг          | Анастасия Белякова Московская область / Челябинская область | Наталья Шадрина Бурятия                 | Анастасия Эсман Москва Анна Краснопёрова Москва                                                                 |
| до 64 кг          | Екатерина Дынник Кемеровская область                        | Ирина Автина Челябинская область        | Александра Ордина Санкт-Петербург Вера Слугина Свердловская область                                             |
| до 69 кг          | Ярослава Якушина Московская область / Дагестан              | Наталия Сычугова Москва                 | Татьяна Соломатина Санкт-Петербург Эльмира Азизова Татарстан                                                    |
| до 75 кг          | Дарима Сандакова Московская область / Бурятия               | Елена Гапешина Севастополь              | Анна Анфиногенова Кемеровская область Оксана Трофимова Челябинская область                                      |
| до 81 кг          | Мария Уракова Чукотский автономный округ                    | Анна Гладких Ставропольский край        | Любовь Юсупова Ханты-Мансийский автономный округ — Югра Мария Шишмарёва Московская область / Забайкальский край |
| свыше 81 кг       | Кристина Ткачёва Бурятия                                    | Анна Иванова Краснодарский край         | Елена Кузина Челябинская область Александра Дмитриева Красноярский край                                         |